# Gare de Trouville - Deauville
Gare de Trouville - Deauville vasútállomás Franciaországban, Deauville településen.

## Vasútvonalak
Az állomást az alábbi vasútvonalak érintik:
- Lisieux–Trouville - Deauville-vasútvonal
- Mézidon-Trouville-Deauville-vasútvonal

## Kapcsolódó állomások
A vasútállomáshoz az alábbi állomások vannak a legközelebb:
- Gare de Pont-l'Évêque
- Gare de Blonville-sur-Mer - Benerville